# Пјано деј Ђели (Палермо)
Пјано деј Ђели је насеље у Италији у округу Палермо, региону Сицилија.
Према процени из 2011. у насељу је живело 2428 становника. Насеље се налази на надморској висини од 397 м.